# Es knallt
Es knallt ist eine deutsche Kurzfilm-Komödie aus dem Jahr 1934.

## Handlung
Während der Zugfahrt nach München unterhält sich die Heiratsvermittlerin Frau von Gobelinski mit ihrem Agenten Schwalbe über eine für sie wichtige Angelegenheit. Sie will die angeblich uralte Miss Mable verheiraten, doch bei der Ankunft im Hotel erhält Schwalbe ein niederschmetterndes Telegramm: Der von ihm als Bräutigam auserkorene Löwenjäger Fürst Hochheim hat sich gerade selbst verheiratet.
Während Frau von Gobelinski ihre Kundin Miss Mable, die in Wirklichkeit jung und schön ist, auf Fürst Hochheim einstimmt, sucht Schwalbe verzweifelt nach einem anderen Löwenjäger  als Ersatz für Hochheim. Er findet ihn in dem Kunstschützen Josef Maria Anton Xaverl Fürst, der gerade in einem Wirtshaus sein Können zeigt. Schwalbe gewinnt ihn mit der Aussicht auf ein gutes Essen im Grand Hotel und plaudert dort anschließend mit der ihm unbekannten Miss Mabel über seinen vermeintlich raffinierten Plan. Somit ist sie im Gegensatz zu Frau von Gobelinski bereits bestens informiert, als Fürst endlich zum Souper erscheint. Dieser ist nur an dem versprochenen guten Essen interessiert und macht es sich gemütlich. Das Chaos endet, als Fürsts  Wirtin auftaucht und ihn abholt. Miss Mable wiederum gibt sich Schwalbe zu erkennen und sagt zu Frau von Gobelinski, sie habe jetzt ihn verpflichtet, 

## Produktionsnotizen
Der Film wurde im Dezember 1933 gedreht. Die Uraufführung erfolgte am 17. April 1934 im Berliner Kino Atrium.